# Conéctate con la estrella
Conéctate con la Estrella fue un programa de enseñanza panameño, transmitido en el país a través de trece emisoras de radio y nueve televisoras. Impulsado por el Ministerio de Educación e iniciado el 11 de mayo de 2020, el proyecto representa una plataforma audiovisual multimedia que brinda educación a miles de estudiantes en el país, como solución alternativa al cierre de los centros educativos debido a la pandemia de COVID-19.
De acuerdo a estadísticas manejadas por el Ministerio de Educación, cerca de 524 mil estudiantes, de los 700 mil matriculados en el sistema educativo público, se habían conectado a alguna de las plataformas de educación a distancia, incluyendo a 200 mil estudiantes de áreas comarcales o de difícil acceso que pertenecen a distintos niveles escolares.
Las clases para primaria y secundaria fueron impartidas en español; los cursos de preescolar son impartidos tanto en español como en idiomas indígenas como el ngäbe, el guna y el emberá (para niños de las áreas comarcales), estas clases son impartidas a través de radio y televisión. Los cursos se brindaron acompañados de un intérprete en lenguaje de señas en las sesiones televisadas. El material didáctico se mantiene disponible para los estudiantes en las plataformas de VOD de diversas compañías de televisión por cable y en plataformas digitales como YouTube.
Las materias que se enseñaron en este programa para los estudiantes desde primaria hasta secundaria son: español, matemáticas, ciencias naturales, ciencias sociales e inglés. Adicional a estas materias fundamentales, el programa complementó a los estudiantes de bachillerato con materias especializadas. En el caso de los estudiantes de cursos técnicos y profesionales el programa realizó una rotación de los temas que complementan lo que necesitan saber para su titulación. Estas materias fueron impartidas de acuerdo al currículo priorizado del Ministerio de Educación.